# Абдулах-паша Тефтедарија
Абдулах-паша Тефтедарија (Сарајево 1722 – Травник 1784) био је османлијски војсковођа.
Васпитавао се на султановом двору у Цариграду где се уздигао на положај силихдара (чувар султановог оружја). Напустио је 1773. године двор и постао везир, а затим заменик великог везира. Касније је био намесник у Сивасу и Марашу, а потом беглербег Анадолије и Румелије и сераскер (командант целокупних снага) турске војске која је бранила Измаил. Пред крај живота био је беглербег Босне.